# Congresso da República
Congresso da República (1911–1926) foi a designação dada pela Constituição portuguesa de 1911 à instituição parlamentar. Nos termos do artigo 7.º da Constituição da República Portuguesa, o Congresso da República era uma assembleia bicameral, formada pela Câmara dos Deputados (à qual competia a iniciativa dos atos de maior significado político) e pelo Senado ou Câmara dos Senadores (que representava fundamentalmente os distritos administrativos e as províncias ultramarinas). O Congresso da República detinha o poder legislativo e era o órgão máximo da estrutura política, detendo a supremacia sobre todos os outros órgãos de soberania.
Ambas as câmaras do Congresso eram eleitas por sufrágio direto, nos termos do artigo 8.º da Constituição, afastando-se assim o princípio de uma Câmara Alta eleita por sufrágio indireto ou nomeação do poder executivo (como sucedia na Câmara dos Pares da Monarquia Constitucional Portuguesa).
Ao Congresso da República competia a eleição do Presidente da República, conforme o 26.º artigo da Constituição, parágrafo 20.º. Também tinha a competência de o destituir, conforme o parágrafo seguinte.
1. ↑  Constituição de 21 de agosto de 1911 (PDF). Portugal: República Portuguesa. 1911. p. 13